# Louise Windsor
Lady Louise Mountbatten-Windsor (Surrey, 2003. november 8. –) (teljes nevén Louise Alice Elizabeth Mary Mountbatten-Windsor) Eduárd edinburgh-i herceg és Zsófia edinburgh-i hercegné első gyermeke, II. Erzsébet brit királynő unokája. 2022 szeptemberében a brit trónöröklési rendben a 15. helyet foglalja el öccse mögött.

## Fiatalkora

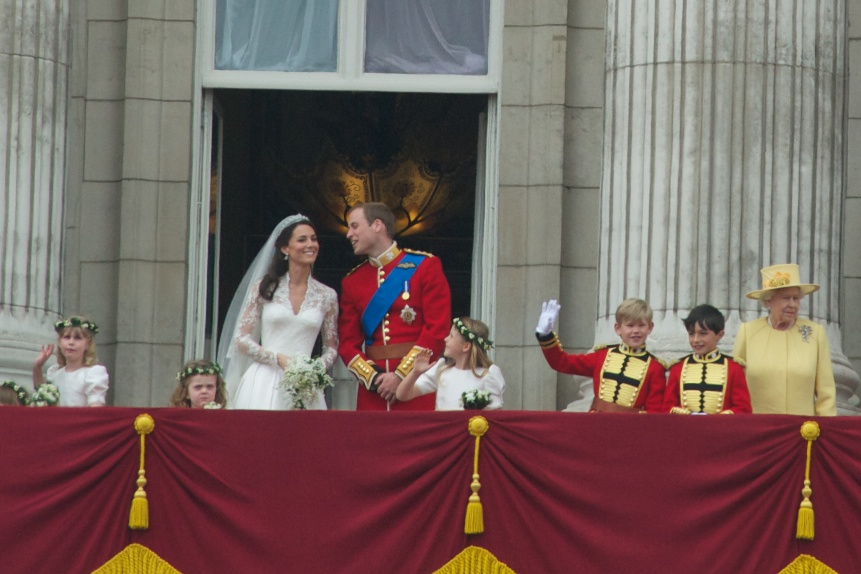
Louise Windsor, balra, Buckingham-palota erkélyén a királyi család más tagjaival unokatestvérei, Vilmos cambridge-i herceg és Katalin cambridge-i hercegné 2011. április 29-én megtartott esküvője után. A többiek, balról: Grace van Cutsem, Katalin és Vilmos, Margarita Armstrong-Jones, William Lowther-Pinkerton, Tom Pettifer és II. Erzsébet királynő

Louise Windsor 2003. november 8-án koraszülöttként jött a világra a surrey-i Frimley Park Hospital kórházban. Édesanyját mentővel kellett a kórházba szállítani, mivel megrepedt a méhlepénye, és mind az anya, mind pedig a magzat élete veszélyben forgott. Louise végül császármetszéssel született meg. Eduárd gróf nem volt jelen, annyira hirtelen történt. Születése után Louise-t a londoni St George’s Hospital újszülöttosztályára szállították át, míg anyja a Frimpley Parkban maradt.
Louise-t 2003. november 23-án engedték ki a kórházból, és 27-én hozták nyilvánosságra nevét. Keresztelésére 2004. április 24-én került sor a windsori kastély kápolnájában.
Születésekor Louise nyolcadik volt a trónöröklési rangsorban, de öccse születése után a kilencedik helyre került.
Louise az exotrópia (kifelé kancsalítás) betegséggel született, és 2006 januárjában egyes jelentések szerint megműtötték, azonban szülei 2009-ben határozottan cáfolták, hogy a műtétet végrehajtották.
Louise jelenleg[mikor?] a windsori St George’s School iskola tanulója, korábban ide járt unokatestvére, Eugénia brit királyi hercegnő is 2001 és 2003 között.

## Címe és megszólítása
- 2003. november 8. – : Lady Louise Windsor[9]
  - alternatív megnevezése: Lady Louise Mountbatten-Windsor[1]

Az V. György által 1917-ben kiadott királyi rendeletek szerint az uralkodó férfiági leszármazottait megilleti a királyi hercegi címe és a „Királyi fenség” megszólítás. Ennek megfelelően Lady Louise címe „brit királyi hercegnő”, megszólítása pedig „Ő királyi fensége” lett volna.
Azonban szülei esküvőjekor a királynő egy sajtóközlemény útján azt nyilatkozta, hogy (a királyi hercegi címmel járó kötelezettségek elkerülése érdekében) Eduárd és Zsófia gyermekei inkább apjuk grófi címét kapják. Ennek megfelelően a grófi címet viselő nemesek lánygyermekeként címe Lady Louise Windsor, amelyet minden hivatalon közleményben használnak. Ennek ellenére bizonyos vélemények szerint Louise brit királyi hercegnőnek számít, mivel a királynő sajtóközleményének nincs olyan jogi súlya, mint az 1917-ben kiadott királyi rendeletnek, ezért utóbbit kell alapul venni. Mások szerint viszont az uralkodó kinyilvánított akarata a királyi család tagjainak címét és megnevezését illetően mindig nagyobb jogi erővel bír, mint bármilyen megelőző jogi aktus.